# Dolovo (Chorwacja)
Dolovo – wieś w Chorwacji, w żupanii primorsko-gorskiej, w gminie Dobrinj. W 2011 roku pozostawała niezamieszkana.